# Flughafen Soekarno-Hatta

i8
i11
i13
Der Flughafen Soekarno-Hatta (indonesisch Bandara Internasional Soekarno-Hatta, IATA-Code: CGK, ICAO-Code: WIII), auch Cengkareng genannt, ist der größere internationale Verkehrsflughafen der indonesischen Hauptstadt Jakarta vor dem Flughafen Halim Perdanakusuma. Mit einem Passagieraufkommen von 66,9 Millionen im Jahr 2018 (+6,2 % gegenüber dem Vorjahr) zählt er zu den größten Flughäfen in Asien und belegt nach Passagieraufkommen weltweit Platz 18. Er ist Heimatflughafen und Drehkreuz der Garuda Indonesia.

## Geschichte
In den 1970er Jahren nahm die ADPi, eine indonesische Tochtergesellschaft der Pariser ADP, die Planungen für einen neuen Flughafen auf, der den alten, chronisch überlasteten Flughafen Kemayoran im Norden Jakartas ersetzen sollte. Der Entwurf stammt von dem französischen Architekten Paul Andreu. Der neue Flughafen wurde nach dem ersten indonesischen Präsidenten Soekarno und dem Vizepräsidenten Mohammad Hatta benannt und wurde am 13. August 1984 mit zunächst einem Terminal, dem heutigen Terminal 1, 20 Kilometer nordwestlich von Jakarta eröffnet.
Da beide Fluggastgebäude an ihrer Kapazitätsgrenze angelangt waren, wurden sie ab 2001 schrittweise renoviert und erweitert. Der aktuelle Masterplan von CGK sieht in der Endausbaustufe vier parallele Start- und Landebahnen vor, zwischen denen sich zwei große Abfertigungskomplexe befinden. Eine der neuen Pisten soll bereits in naher Zukunft, in kurzem Abstand zur heutigen Südbahn, errichtet werden. Die zweite zusätzliche Runway soll in großem Abstand zur heutigen Nordbahn gebaut werden und Parallelbahnbetrieb mit der Nordbahn erlauben.

## Infrastruktur

Grundriss des Flughafens

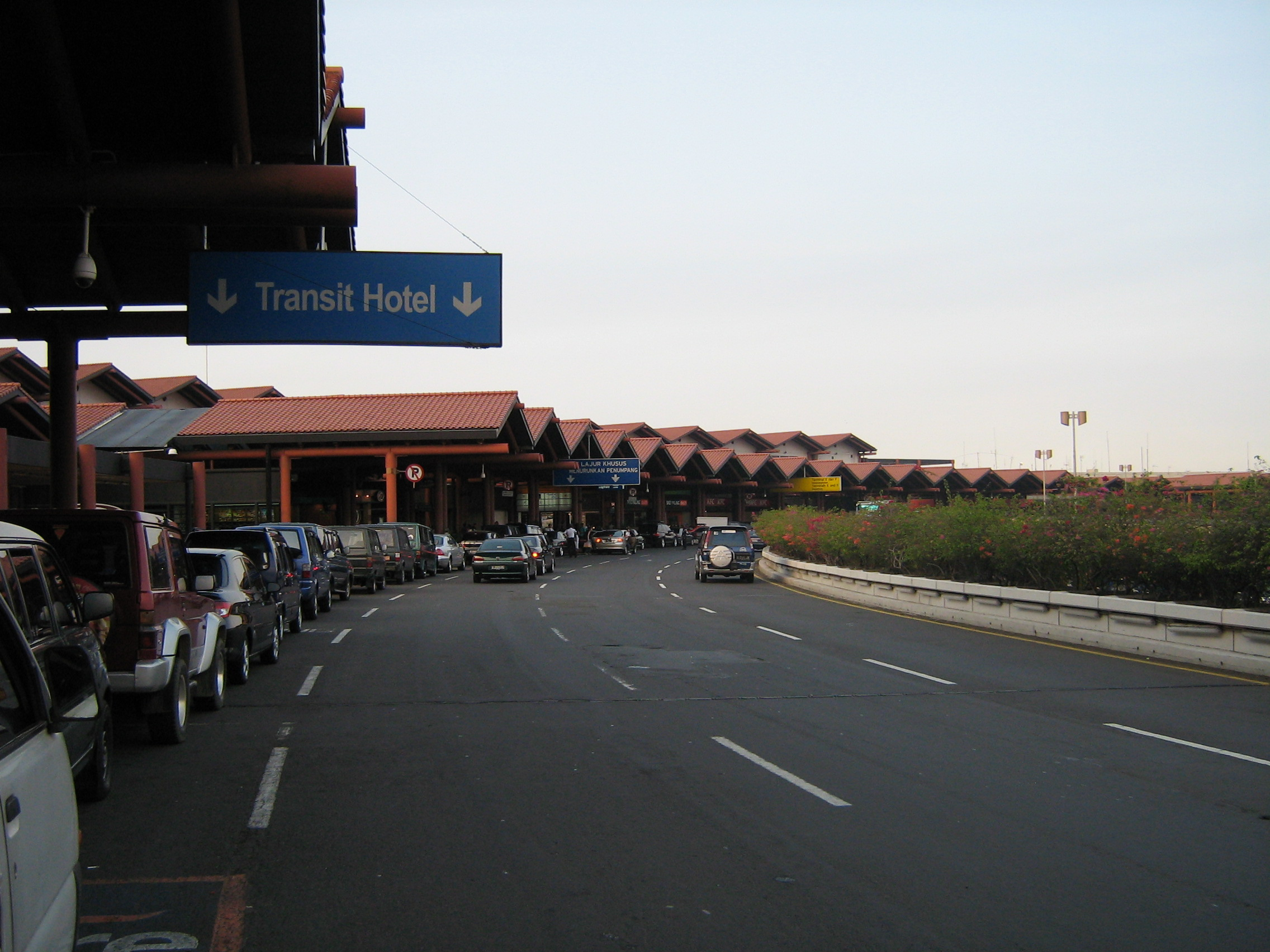
Anfahrtsstraße zum Terminal 2

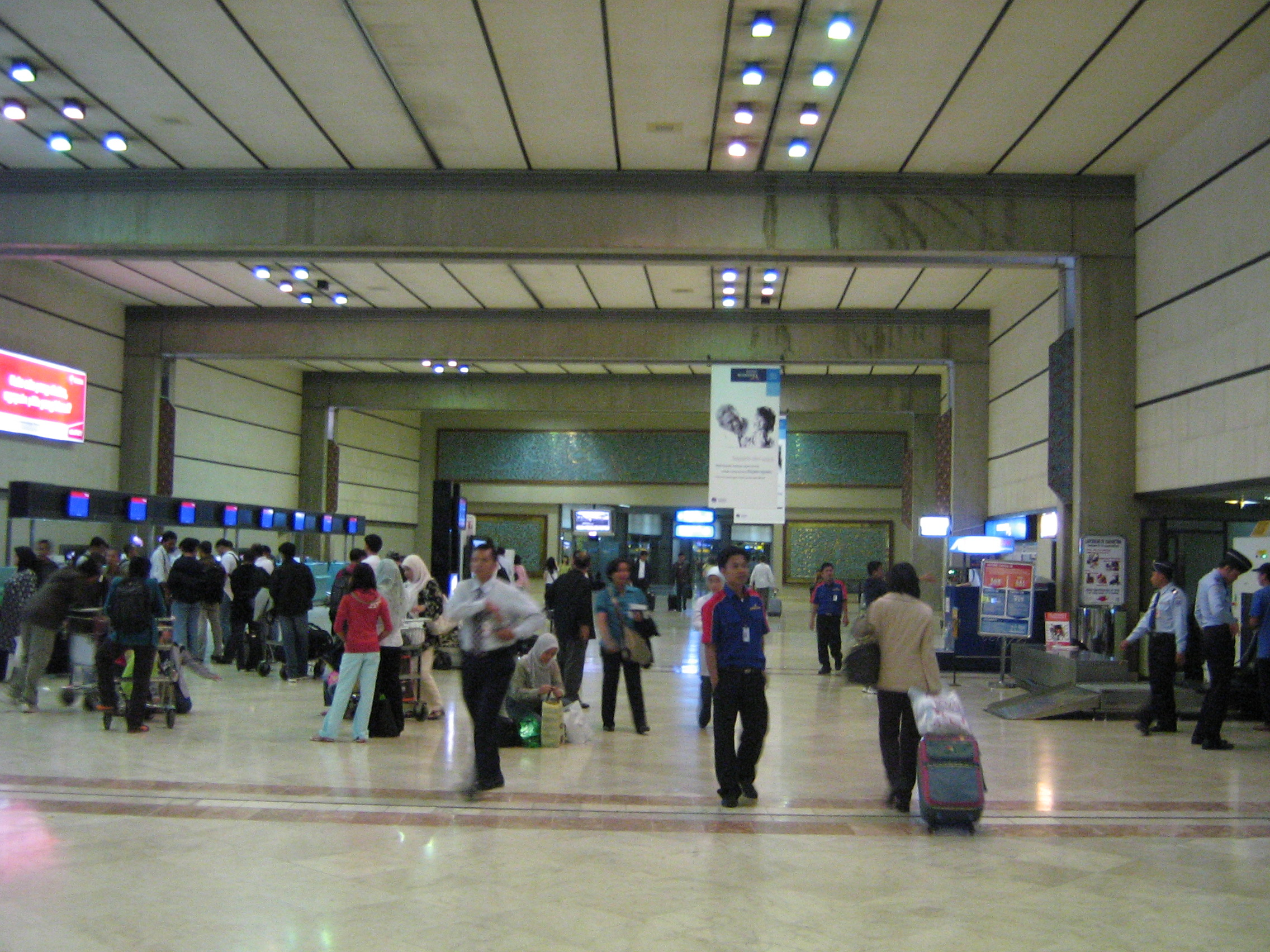
Check-In-Halle im Terminal 2

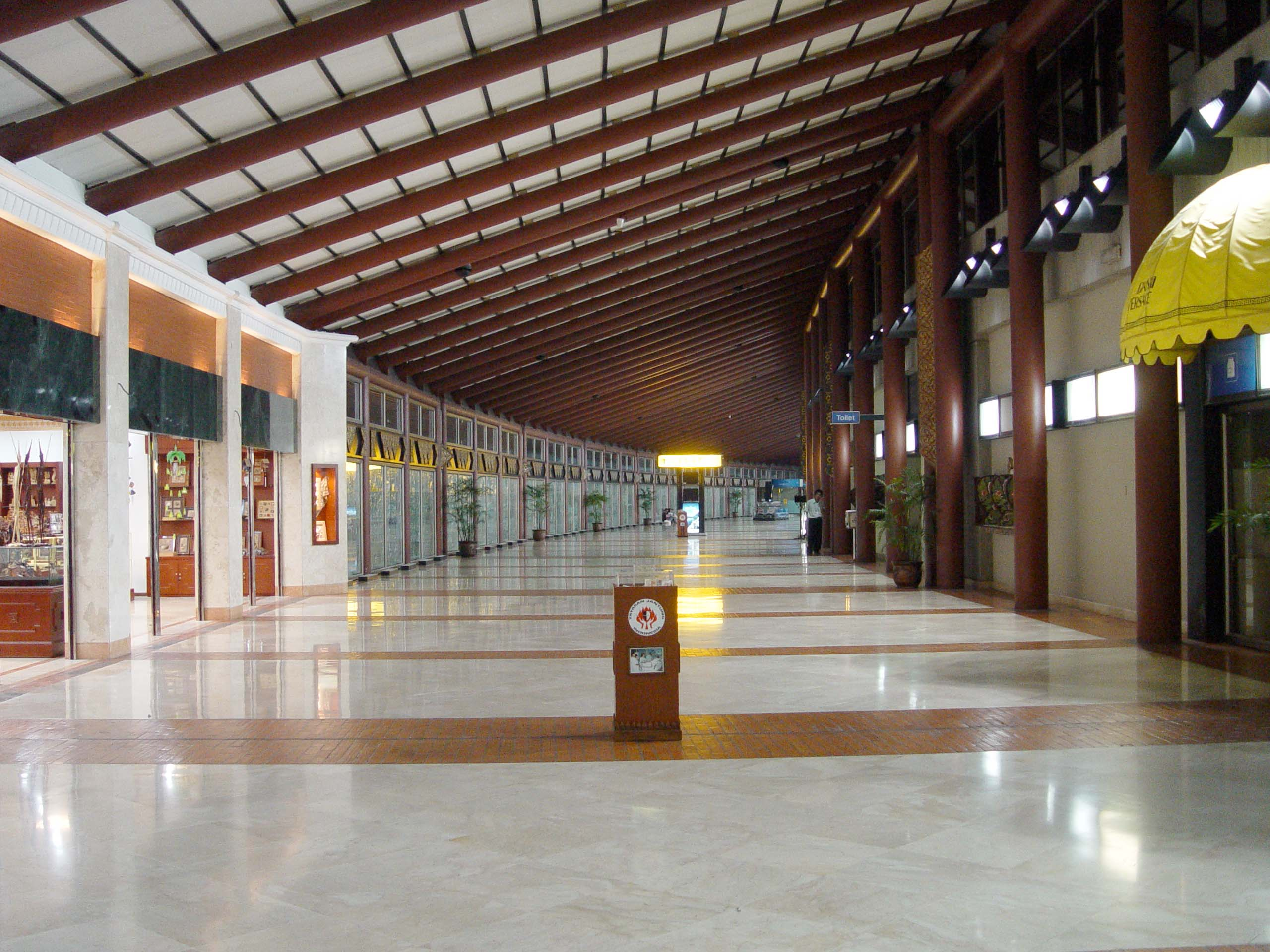
Das halbkreisförmige Hauptabfertigungsgebäude

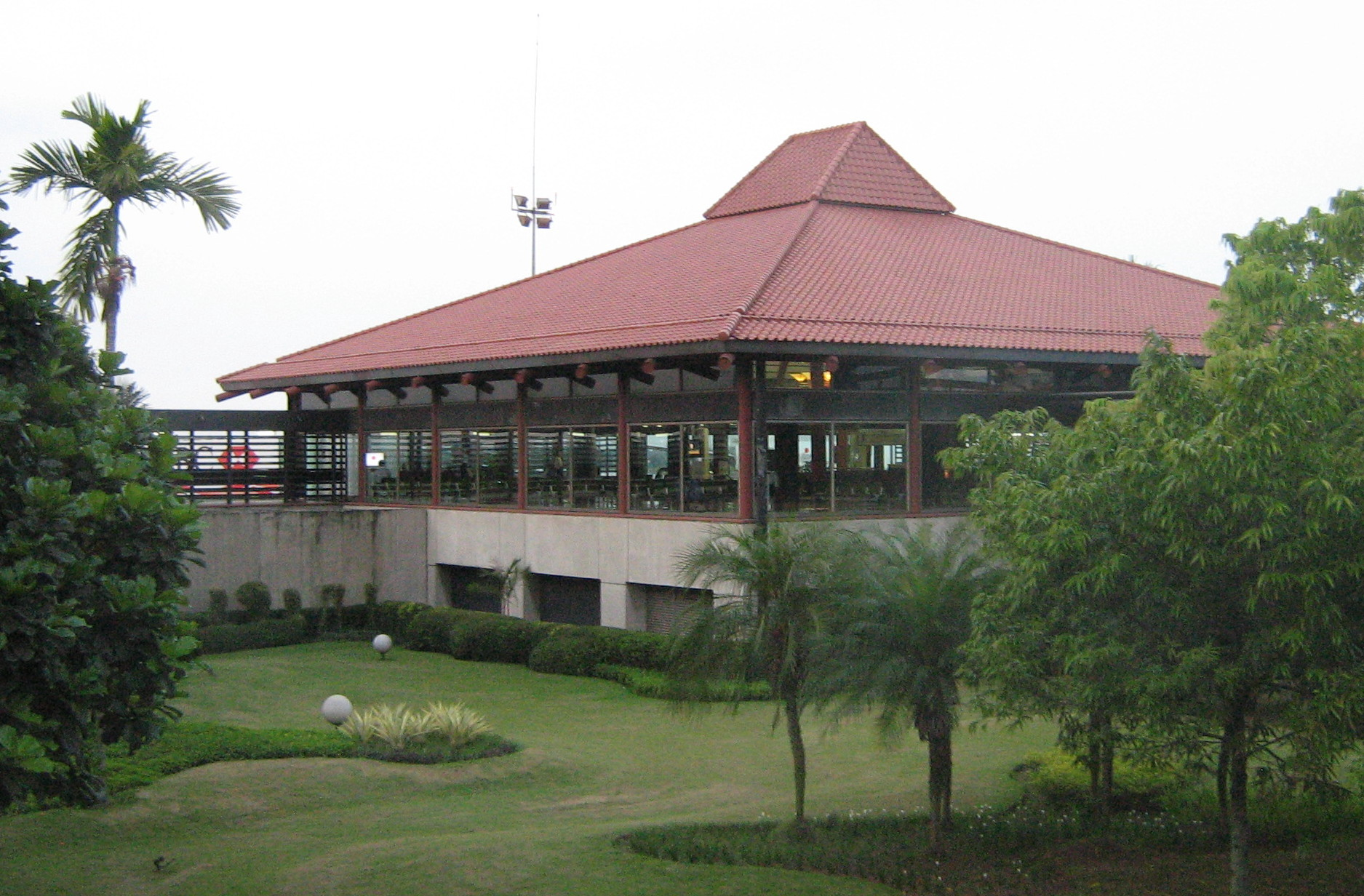
Wartepavillon in Gartenlandschaft

Der größte Teil der Flughafengebäude befindet sich zwischen den beiden parallelen Start-/Landebahnen. Genau in der Mitte der beiden Bahnen verläuft eine Schnellstraße, die den Flughafen mit der Stadt verbindet.
Die Architektur ist von der indonesischen Bautradition stark geprägt, beide Fluggastgebäude ähneln sich architektonisch sehr. Eine bemerkbare Änderung stellt das Terrassendach der Concourses im Terminal 1 dar, das im Gegensatz dazu im Terminal 2 ein durchgängiges Dach ist. Die größtenteils aus Holz bestehende Dachkonstruktion wird von rotlackierten Stahlträgern gestützt.
Beide Fluggastgebäude bestehen aus zwei Hauptebenen. Wie üblich ist das untere Stockwerk (Erdgeschoss) den ankommenden Passagieren gewidmet und die darüberliegende Ebene nimmt die abfliegenden Passagiere auf. In den Warteräumen (den insgesamt 42 Bungalows) werden diese beiden Ebenen durch Rolltreppen, in der Mitte der Bungalows, vereinigt. Während die abfliegenden Passagiere im Bungalow auf beiden Seiten der Rolltreppen auf ihre Abfertigung warten, werden die ankommenden Passagiere von der Fluggastbrücke kommend, in der Mitte des Bungalows, über die Rolltreppen in die untere Ebene geleitet.
Die einzelnen Bungalows sind zum größten Teil, durch erhöhte Wege an der freien Luft, verbunden. Früher wurde die Möglichkeit, während des Wartens an die freie Luft zu gehen, von vielen Passagieren, insbesondere von Touristen sehr geschätzt. Die Flughafengesellschaft Ankasa Pura II verschloss jedoch die Zugänge für Passagiere, um Kosten für die Klimaanlage zu sparen.
In den Concourses sind in beiden Ebenen Laufbänder installiert um die Wege zu verkürzen. Die Transitpassagiere verlassen die Ankunftsebene am Übergang, zwischen Concourse und Hauptgebäudeschlauch, und gelangen dort über Rolltreppen in die darüberliegende Abflugsebene.

### Terminal 1
Terminal 1 wurde 1984 eröffnet und nahm sowohl den internationalen als auch den nationalen Flugverkehr auf. Jedoch war es schon bald überlastet und es wurde Terminal 2 gebaut. Terminal 1 befindet sich südlich der Schnellstraße, frontal zur südlichen Runway.
Das Terminal 1 hat, genau wie das Terminal 2, die Form eines Halbkreises. Dieser Halbkreis bildet den Check-In- und Baggage Claim-Gebäudeschlauch, von dem drei sogenannte Concourses (Concourse A, B, C) abzweigen. An jedem dieser Concourses gibt es sieben bis acht Flugsteige. Jeder Flugsteig hat eine eigene Wartehalle, in Form eines vorgelagerten Pavillons. Die Pavillons sind mit langen Gängen, die durch die gepflegte und sehr schöne Gartenlandschaft führen, mit dem Concourses verbunden. Nachteil, dieser eigentlich schönen Idee: Die Wege nehmen viel Zeit in Anspruch, sind für Transitpassagiere enorm zeitraubend. Heute fertigt das Terminal 1 ausschließlich die Inlandsflüge ab.

### Terminal 2
Terminal 2 hat architektonisch große Ähnlichkeit mit Terminal 1, es ist jedoch räumlich etwas größer ausgelegt, obwohl der Halbkreis etwas kleiner ausfällt. Es befindet sich nördlich der Schnellstraße, frontal zur nördlichen Piste. Auch hier gibt es drei Concourses (D, E, F). Wie das Terminal 1 ist auch das Terminal 2 von dem Architekten Paul Andreu entworfen worden.
Mit der Inbetriebnahme des Terminals 2 wurden sämtliche internationalen Flüge dorthin verlagert. Nur der indonesische Flagcarrier Garuda Indonesia und Merpati Nusantara Airlines darf seine nationalen Flüge ebenfalls im Terminal 2 abfertigen, um den Transferpassagieren lange Wege zu ersparen.
Genauso wie das Terminal 1 ist das Terminal 2 bereits zur Jahrtausendwende an seinen Kapazitätsgrenzen angelangt; mit einer 2010 fast 250%igen Auslastung muss mit starkem Gedränge und langen Wartezeiten gerechnet werden.

### Terminal 3
Seit April 2009 ist der erste Flugsteig des Terminals 3 in Betrieb und wird derzeit für Inlandsflüge von Mandala und Air Asia genutzt. Es wurde östlich der heutigen Abfertigungsgebäude stufenweise errichtet. Das neue Terminal 3 wurde im August 2016 eingeweiht, mit einer zusätzlichen Kapazität von 25 Mio. Passagieren. Seit Anfang 2018 ist der Flughafen auch über eine Bahnverbindung mit dem Stadtzentrum verbunden.

### Terminal 4
Terminal 4 würde nach Terminal 3 zwischen der Nordbahn und der neuen Nordbahn errichtet werden (seit 2019 in Planung, bis frühestens 2024 Fertigstellung).

## Zwischenfälle
- Am 9. März 2009 kam eine McDonnell Douglas MD-90 der indonesischen Lion Air (Luftfahrzeugkennzeichen PK-LIL) bei der Landung auf dem Flughafen Jakarta-Soekarno-Hatta seitlich von der Landebahn ab, wobei das Hauptfahrwerk einknickte und die Maschine mit der Rumpfunterseite aufsetzte. Die 172 Personen an Bord überstanden den Vorfall unbeschadet, das Flugzeug musste jedoch als Totalverlust abgeschrieben werden.[3]

- Am 29. Oktober 2018 stürzte eine Boeing 737 MAX 8 (PK-LQP) auf dem Lion-Air-Flug 610 am frühen Morgen vor der Küste Javas ins Meer. Das mit 189 Personen voll besetzte Flugzeug war von Jakarta auf dem Weg nach Pangkal Pinang. Um 06:33 Uhr Ortszeit, dreizehn Minuten nach dem Start vom Flughafen Soekarno-Hatta in Jakarta, verlor die indonesische Flugsicherung den Kontakt zu der Maschine. Alle 189 Insassen kamen ums Leben.[4]

- Am 9. Januar 2021 stürzte eine Boeing 737-500 der indonesischen Sriwijaya Air (PK-CLC) vier Minuten nach dem Start vom Flughafen Soekarno-Hatta in die Javasee. Das Flugzeug befand sich auf dem Weg zum Flughafen Supadio in Pontianak. Alle 62 Insassen, 56 Passagiere und sechs Besatzungsmitglieder, kamen ums Leben. Laut Aufzeichnungen von frei zugänglichen Tracking-Anbietern sank die Geschwindigkeit binnen kürzester Zeit von 530 km/h auf etwa 210 km/h, ehe die Maschine in weniger als 30 Sekunden von 3300 m auf 76 m sank. Während des Sturzflugs erhöhte sich die Geschwindigkeit auf 663 km/h, bevor die Aufzeichnungen abbrachen (siehe auch Sriwijaya-Air-Flug 182).[5][6]

## Verkehrszahlen
| Jahr | Passagieraufkommen (in Mio.) | Frachtaufkommen (in Tonnen) | Flugbewegungen |
| ---- | ---------------------------- | --------------------------- | -------------- |
| 2001 | 11,8                         | 281.765                     | 123.540        |
| 2002 | 14,8                         | 306.252                     | 144.765        |
| 2003 | 19,7                         | 310.131                     | 186.695        |
| 2004 | 26,1                         | 322.582                     | 233.501        |
| 2005 | 27,9                         | 336.113                     | 241.846        |
| 2006 | 30,9                         | 384.050                     | 250.303        |
| 2007 | 32,5                         | 473.593                     | 248.482        |
| 2008 | 32,2                         | 465.799                     | 248.482        |
| 2009 | 37,1                         | 538.314                     | 287.868        |
| 2010 | 44,4                         | 633.391                     | 338.711        |
| 2011 | 51,5                         |                             | 345.508        |
| 2012 | 57,7                         |                             | 381.120        |
| 2013 | 59,7                         |                             | 398.985        |
| 2014 | 57,2                         |                             |                |
| 2015 | 54,0                         |                             |                |
| 2016 | 55,0                         |                             |                |
| 2017 | 63,0                         |                             |                |
| 2018 | 66,9                         |                             |                |